# 1900 na ciência
Na última década do século XIX, o mundo havia começado a conhecer o Universo, para além do sistema solar: em 1900, Max Wolf, um astrónomo alemão, descobriu onze novos asteroides, para somar aos 42 que já tinha entregue à Ciência; até ao fim da sua vida, em 1932, Wolf batizou 248 asteroides. Ainda no campo da Astronomia, Henri Poincaré, um cientista francês, foi agraciado com a Medalha de Ouro da Royal Astronomical Society pelo conjunto da sua obra, que incluía a sua contribuição sobre o problema dos três corpos que, não só lhe tinha merecido um prémio dois anos antes, mas foi considerada precursora da teoria do caos. Neste mesmo ano, foi também descoberto o cometa Giacobini-Zinner pelos astrónomos que lhe deram o nome: Michel Giacobini e Ernst Zinner. De referir que, em 1946, este cometa passou a 0,26 UA da Terra. Já na Terra, só neste ano é que foi descoberto o monte Kongur Tagh na República Popular da China, por se encontar numa região muito remota e de difícil acesso.

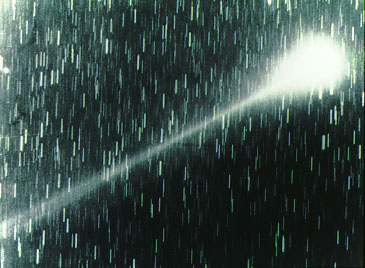
Cometa Giacobini-Zinner

No campo da Física Pura, Max Planck escreveu a sua lei da radiação e Paul Ulrich Villard descobre os raios gama. Na área das comunicações é de destacar o estudo da Modulação em Amplitude (AM) feito pelo inventor canadense Reginald Fessenden, que neste ano conseguiu fazer pela primeira uma transmissão de voz sem fios. No campo da química, Ernest Rutherford descobre a fonte da radioatividade como átomos decaindo e cunha vários termos para os variados típos de radiação. O físico alemão, Friedrich Ernst Dorn descobre o elemento químico Rádon. No Congresso Internacional de Matemáticos, em Paris, David Hilbert propôs uma lista de problemas que não tinham tido solução até então, e vários deles acabaram se tornando muito influentes na matemática do século XX. Nessa conferência, ele publicou 10 dos problemas (1, 2, 6, 7, 8, 13, 16, 19, 21, e 22), e o resto da lista foi publicado mais tarde. No mesmo ano, Louis Bachelier defendeu a tese da "Théorie de la speculation", introduzindo, no campo das Finanças, a utilização do conceito do movimento browniano, tornando-se o fundador da Matemática Financeira.
Karl Landsteiner descobre a presença das aglutininas no sangue humano, o que levou à descoberta dos grupos sanguíneos AOB; por esta descoberta, landsteiner recebeu o Prémio Nobel de Fisiologia ou Medicina em 1930. Por outro lado, Hugo de Vries publica a primeira parte da sua obra "The Mutation Theory", onde se redescobre o trabalho de Mendel dando origem às Leis de Mendel (transmissão hereditária das características de um ser vivo a seus descendentes). No Brasil, foi fundado o Instituto Soroterápico Federal também designado por Instituto de Manguinhos, com a finalidade de criar vacinas contra a peste bubónica. Estas vacinas representaram um avanço na soroterapia ao serem fabricadas com uma dosagem segura. Foi no Instituto de Manguinhos que Carlos Chagas apresentou a sua tese de doutoramento, abordando o tema malária. Neste ano, o cirurgião Walter Reed dos Estados Unidos, provou que a febre amarela, ao contrário do que se pensava até essa altura, não era uma doença contagiosa.  Nos Estados Unidos foi fundada a primeira instituição de radiologia denominada "American Roentgen Ray Society" que publica mensalmente uma revista científica que é considerada uma das mais reputadas mundialmente, nesta área. Em Portugal é publicado o livro "Alterações anatomo-pathologicas n'a diphteria" por António Egas Moniz (Nobel de Fisiologia ou Medicina 1949). No campo da Bioética foi editado pelo Ministério da Saúde da Prússia o primeiro documento que definia os princípios éticos da experimentação em humanos.

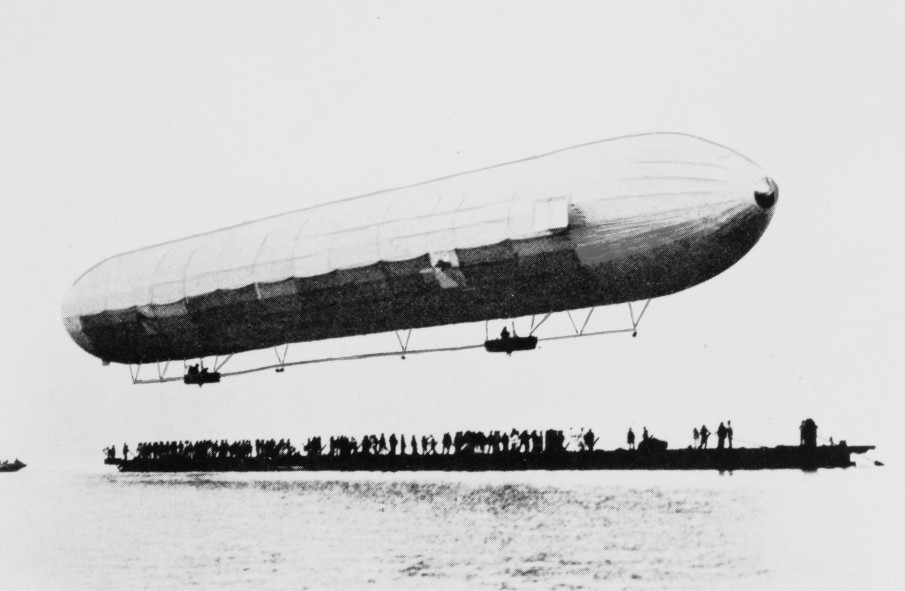
dirigível LZ-1

Em 2 de julho deste ano, o general e nobre alemão Ferdinand von Zeppelin, fez o voo inaugural do dirigível LZ-1, que apesar de se ter destruído ao aterrar, não deixou de ser um grande contributo para o desenvolvimento da aviação. Lançamento da Brownie Box, primeira máquina fotográfica de pequeno formato, da Kodak. Em 29 de junho deste ano, foi fundada a Fundação Nobel. Esta instituição privada, destinada a gerir e administrar o Prémio Nobel foi criada porque, Alfred Nobel deixou no seu testamento, a indicação de que desejava que fosse criada uma fundação que premiasse anualmente as pessoas que mais tivessem contribuído para o desenvolvimento da Humanidade.
No campo da paleontologia é de destacar a descoberta do primeiro Braquiossauro por Elmer S. Riggs, no Colorado, Estados Unidos.
Em 1900 no Congresso Internacional de Filosofia, realizado em Paris, por altura da Exposição Universal de 1900, o filósofo Émile Boutroux fez o discurso de abertura do Congresso.

## Nascimentos

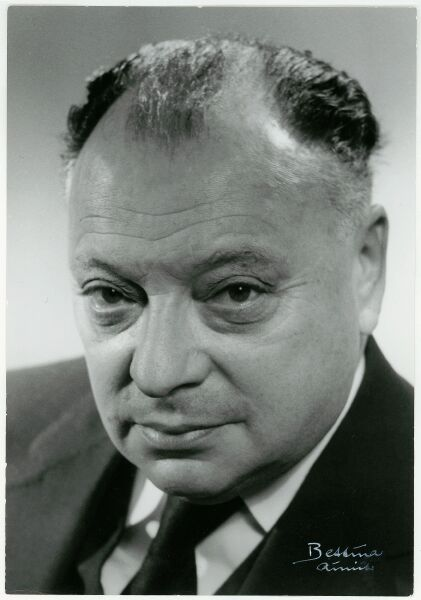
Wolfgang Pauli, físico.

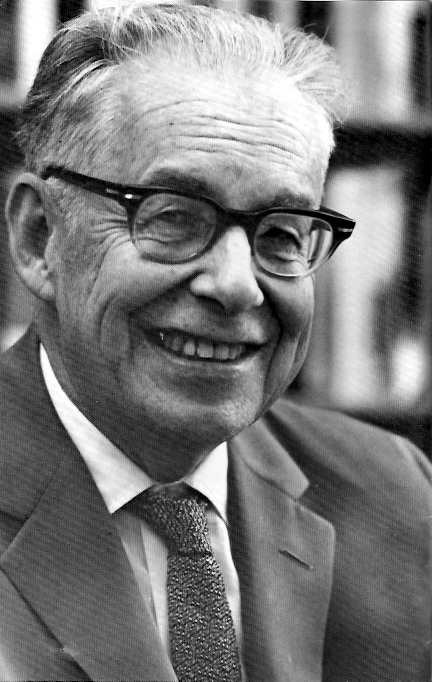
Charles Francis Richter, sismólogo.

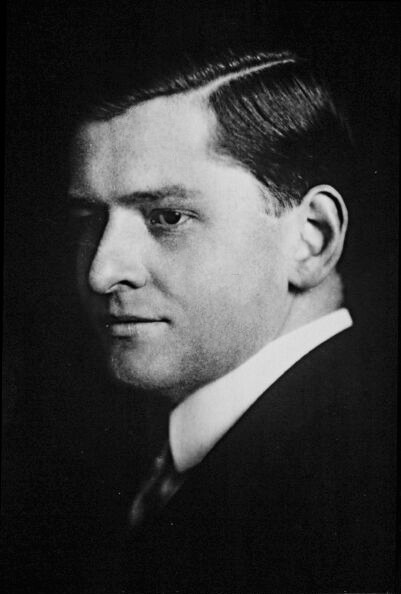
Richard Kuhn, físico.

| Data            | Nome                    | Profissão               | Nacionalidade                  | Observações | Ref                                       |
| --------------- | ----------------------- | ----------------------- | ------------------------------ | --- | ----------------------------------------- |
| 1 de janeiro    | Hub van Doorne          | empresário e inventor   | Países Baixos                  | m. 1979 | [ 32 ]                                    |
| 4 de janeiro    | James Bond              | ornitólogo              | Estados Unidos                 | m. 1989 | [ 33 ]                                    |
| 13 de janeiro   | Gertrude Mary Cox       | estatística             | Estados Unidos                 | m. 1978 | [ 34 ]                                    |
| 19 de janeiro   | Leslie White            | antropólogo             | Estados Unidos                 | m. 1975 |                                           |
| 24 de janeiro   | Theodosius Dobzhansky   | geneticista e biólogo   | Império Russo                  | m. 1975 Medalha Franklin 1973 Medalha Nacional de Ciências 1964                                                                                    | [ 35 ] [ 36 ] [ 37 ]                      |
| 1 de fevereiro  | William Glanville       | engenheiro civil        | Reino Unido                    | m. 1976 Medalha de Ouro do IStructE 1962 | [ 38 ]                                    |
| 2 de fevereiro  | MacDonald Critchley     | neurologista            | Reino Unido                    | m. 1997 | [ 39 ]                                    |
| 11 de fevereiro | Hans-Georg Gadamer      | filósofo                | Alemanha                       | m. 2002 | [ 40 ]                                    |
| 22 de fevereiro | Paul Kollsman           | inventor                | Alemanha / Estados Unidos      | m. 1982 National Inventors Hall of Fame 2003 | [ 41 ] [ 42 ]                             |
| 7 de março      | Fritz London            | físico                  | Alemanha / Estados Unidos      | m. 1954 Medalha Lorentz 1953 | [ 43 ] [ 44 ]                             |
| 8 de março      | Howard Aiken            | cientista de computação | Estados Unidos                 | m. 1973 Medalha Edison IEEE 1970 | [ 45 ] [ 46 ]                             |
| 10 de março     | Frédéric Joliot-Curie   | físico                  | França                         | m. 1958 Nobel de Química 1935 Medalha Hughes 1947 Medalha Matteucci 1932                                                                           | [ 47 ] [ 48 ] [ 49 ] [ 50 ]               |
| 15 de março     | Gilberto Freyre         | sociólogo               | Brasil                         | m. 1987 Prémio Jabuti de Literatura 1973 | [ 51 ] [ 52 ]                             |
| 23 de março     | Erich Fromm             | filósofo e sociólogo    | Alemanha                       | m. 1980 | [ 53 ]                                    |
| 10 de abril     | Arnold Orville Beckman  | químico                 | Estados Unidos                 | m. 2004 Medalha Nacional de Ciências 1989 Medalha Nacional de Tecnologia e Inovação 1988 National Inventors Hall of Fame 1987                      | [ 54 ] [ 55 ] [ 56 ] [ 57 ]               |
| 25 de abril     | Wolfgang Pauli          | físico                  | Áustria                        | m. 1958 Nobel de Física 1945 Medalha Lorentz 1931 Medalha Max Planck 1958 Medalha Franklin 1952                                                    | [ 58 ] [ 59 ] [ 44 ] [ 60 ] [ 61 ]        |
| 26 de abril     | Charles Francis Richter | sismólogo               | Estados Unidos                 | m. 1985 | [ 62 ]                                    |
| 28 de abril     | Jan Hendrik Oort        | astrônomo e astrofísico | Países Baixos                  | m. 1992 Medalha Bruce 1942 Medalha de Ouro da Royal Astronomical Society 1946 Prémio Kyoto 1987 Medalha Karl Schwarzschild 1972 Prémio Balzan 1984 | [ 63 ] [ 64 ] [ 65 ] [ 66 ] [ 67 ] [ 68 ] |
| 10 de maio      | Ernst Ising             | físico                  | Alemanha                       | m. 1998 | [ 69 ]                                    |
| 5 de junho      | Dennis Gabor            | físico                  | Reino Unido                    | m. 1979 Nobel de Física 1971 Medallha de Honra IEEE 1970 Medalha Rumford 1968                                                                      | [ 70 ] [ 59 ] [ 71 ] [ 72 ]               |
| 9 de agosto     | Enrico Persico          | físico                  | Itália                         | m. 1969 | [ 73 ]                                    |
| 25 de agosto    | Sir Hans Adolf Krebs    | físico e bioquímico     | Alemanha                       | m. 1981 Nobel de Fisiologia ou Medicina 1953 Medalha Copley 1961 Medalha Real 1954 Prémio Albert Lasker de Pesquisa Médica Básica 1953             | [ 74 ] [ 18 ] [ 75 ] [ 76 ] [ 77 ]        |
| 12 de setembro  | Haskell Curry           | matemático              | Estados Unidos                 | m. 1982 | [ 78 ]                                    |
| 23 de setembro  | David van Dantzig       | matemático              | Países Baixos                  | m. 1959 | [ 79 ]                                    |
| 18 de novembro  | George Kistiakowsky     | físico-químico          | União Soviética                | m. 1982 Medalha Nacional de Ciências 1967 Medalha Franklin 1972 Medalha Priestley 1972                                                             | [ 80 ] [ 81 ] [ 61 ] [ 82 ]               |
| 19 de novembro  | Mikhail Lavrentyev      | matemático e físico     | União Soviética                | m. 1980 Medalha de Ouro Lomonossov 1977 | [ 83 ] [ 84 ]                             |
| 3 de dezembro   | Richard Kuhn            | químico                 | Alemanha                       | m. 1967 Nobel de Química 1938 Prémio Goethe 1942                                                                                                   | [ 85 ] [ 48 ] [ 86 ]                      |
| 6 de dezembro   | George Eugene Uhlenbeck | físico                  | Países Baixos / Estados Unidos | m. 1988 Medalha Lorentz 1970 Medalha Max Planck 1964 Prémio Wolf de Física 1979 Medalha Oersted 1956 Medalha Nacional de Ciências 1976             | [ 87 ] [ 44 ] [ 60 ] [ 88 ] [ 89 ] [ 90 ] |
| 17 de dezembro  | Mary Cartwright         | matemática              | Reino Unido                    | m. 1998 Medalha De Morgan 1968 Medalha Sylvester 1964                                                                                              | [ 91 ] [ 92 ] [ 93 ]                      |
| 25 de dezembro  | Antoni Zygmund          | matemático              | Polónia                        | m. 1992 Medalha Nacional de Ciências 1986 Prémio Leroy P. Steele 1979                                                                              | [ 94 ] [ 95 ] [ 96 ]                      |

## Mortes

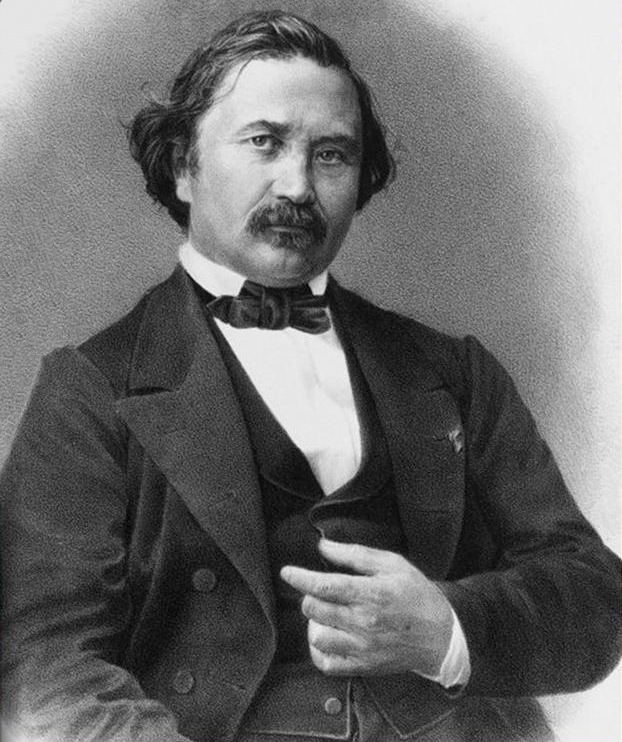
Joseph Bertrand.

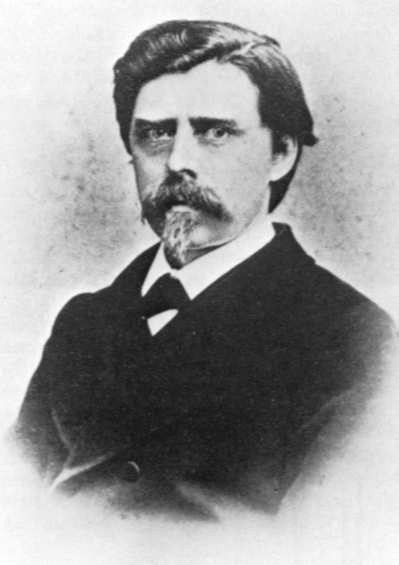
David Edward Hughes

| Data            | Nome                     | Profissão                                                                                             | Nacionalidade   | Observações                                  | Ref             |
| --------------- | ------------------------ | --- | --------------- | -------------------------------------------- | --------------- |
| 13 de janeiro   | Peter Waage              | químico                                                                                               | Noruega         | n. 1833                                      | [ 97 ]          |
| 22 de janeiro   | David Edward Hughes      | inventor e músico                                                                                     | Reino Unido     | n. 1831 Medalha Real 1885                    | [ 98 ] [ 76 ]   |
| 18 de fevereiro | Eugenio Beltrami         | matemático                                                                                            | Itália          | n. 1835                                      | [ 99 ]          |
| 21 de fevereiro | Charles Piazzi Smyth     | astónomo                                                                                              | Reino Unido     | n. 1819                                      | [ 100 ]         |
| 6 de março      | Gottlieb Daimler         | figura chave no desenvolvimento de de motores a gasolina e na invenção e desenvolvimento do automóvel | Alemanha        | n. 1834 National Inventors Hall of Fame 2006 | [ 101 ] [ 102 ] |
| 15 de março     | Elwin Bruno Christoffel  | matemático                                                                                            | Alemanha        | n. 1828                                      | [ 103 ]         |
| 24 de março     | Wilhelm Heinrich Waagen  | geólogo e paleontólogo                                                                                | Alemanha        | n. 1841                                      | [ 104 ]         |
| 3 de abril      | Joseph Bertrand          | matemático                                                                                            | França          | n. 1822                                      | [ 105 ]         |
| 21 de abril     | Alphonse Milne-Edwards   | zoólogo                                                                                               | França          | n. 1835                                      | [ 106 ]         |
| 1 de maio       | Sergei Korsakov          | neuropsiquiatra                                                                                       | União Soviética | n. 1854                                      | [ 107 ]         |
| 10 de junho     | Wilhelm Kühne            | fisiologista                                                                                          | Alemanha        | n. 1837                                      | [ 108 ]         |
| 12 de junho     | Jean Frédéric Frenet     | professor, astrónomo, matemático e meteorologista                                                     | França          | n. 1816                                      | [ 109 ]         |
| 25 de agosto    | Friedrich Nietzsche      | filósofo                                                                                              | Alemanha        | n. 1844                                      | [ 110 ]         |
| 16 de outubro   | Henry Acland             | médico e educador                                                                                     | Reino Unido     | n. 1815                                      | [ 111 ]         |
| 17 de novembro  | António Maria Cardoso    | oficial da Marinha, deputado e explorador                                                             | Portugal        | n. 1849                                      | [ 112 ]         |
| 24 de dezembro  | Luciano Cordeiro         | escritor, historiador, político e geógrafo                                                            | Portugal        | n. 1844                                      | [ 113 ]         |
| 28 de dezembro  | Alexandre de Serpa Pinto | militar, explorador e político                                                                        | Portugal        | n. 1846                                      | [ 114 ]         |
| 31 de dezembro  | Oscar Alin               | historiador e político                                                                                | Suécia          | n. 1846                                      | [ 115 ]         |

## Prémios

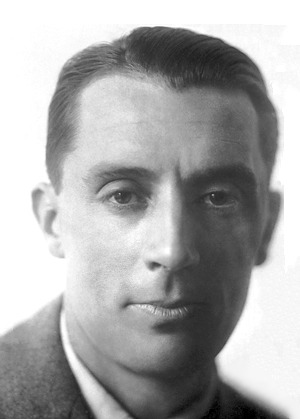
Frédéric Joliot-Curie.

Medalha Bruce
- David Gill[63] foi agraciado pela "Astronomical Society of the Pacific" pelo seu extraordinário contributo à astronomia. Entre esses contributos deve-se referir a determinação de paralaxes estelares, a fotografia do "Grande Cometa de Setembro de 1882"[116] e a carta fotográfica do céu austral[117]..

Medalha Copley
- Marcellin Berthelot[75] foi distinguido pela Royal Society pelo seu contributo na área da química, tendo publicado diversos livros como: "Traité de chimie organique", "La synthèse chimique2, "Traité pratique de calorimétrie chimique" entre muitos outros[118].

Medalha Darwin
- Ernst Haeckel[119]. A Royal Society concedeu ao zoólogo, a medalha de prata (Darwin) pelo seu trabalho no estudo da ontogenia e divulgação do Darwinismo[120].

Medalha Davy
- Guglielmo Koerner[121]. A medalha de bronze (Dave) foi-lhe entregue pela Royal Society pelo seu contributo na área da química orgânica, na qual se notabilizou pelos seus estudos sobre os compostos aromáticos e em especial o anel do benzeno[122].

Medalha Guy
- ouro - Jervoise Athelstane Baines[123]. Foi-lhe concedida a medalha pela Royal Statistical Society da qual veio a ser presidente de 1909 a 1910[124].
- prata - Richard Crawford[125]. Foi membro da Royal Statistical Society[126].

Medalha Lobachevsky
- Wilhelm Killing[127], foi um matemático que se dedicou ao estudo  da álgebra de Lie e da geometria não euclidiana e por esse motivo a Universidade Kazan concedeu-lhe a medalha criada para homenagear Nikolai Ivanovich Lobachevsky.[128]

Medalha Lyell
- John Edward Marr[129], geólogo foi galardoado com a medalha pela Sociedade Geológica de Londres, da qual foi presidente no período compreendido entre 1904 e 1906[130]. Em sua honra foi dado o nome de marrita a um mineral[131].

Medalha Murchison
- Adolf Erik Nordenskiöld[132], mineralogista, geólogo e  famoso navegador polar foi agraciado com a medalha destinada a homenagear Roderick Murchison pela Sociedade Geológica de Londres. O seu interesse pela mineralogia foi inculcado pelo seu pai[133] tendo a sua dissertação efectuada em 1855 por ocasião da sua licenciatura versado o tema "On the Crystalline Forms of Grphite and Chondrodite" [134].

Medalha de Ouro da Royal Astronomical Society
- Henri Poincaré[64], cientista polifacetado, recebeu da Royal Astronomical Society a medalha de ouro. Escreveu entre muitos outros livros "Les Méthodes nouvelles de la Mécanique Céleste", publicado em 1892 e 1899[135].

Medalha Real
- Alfred Newton[76] e Percy Alexander MacMahon[76]. Newton foi agraciado pela Royal Society pela sua contribuição para a ornitologia e pelo estudo da distribuição geográfica dos animais. MacMahon foi agraciado pela grande quantidade de estudos na área da matemática.[76]

Medalha Rumford
- Antoine Henri Becquerel[72], Nobel de Física em 1903, recebeu em 1900 a medalha concedida pela Royal Society pelos seus estudos relativos à fosforescência, espectroscopia e absorção da luz[136].

Medalha Wollaston
- Grove Karl Gilbert[137], geólogo foi condecorado com a medalha Wollaston pela Sociedade Geológica de Londres. escreveu "The Bonneville Monograph (1890)", " Report on the Geology of the Henry Mountains (1877)" além de outros estudos geológicos[138]

Prémio Rumford
- Carl Barus[139]físico, foi agraciado com o prémio pela American Academy of Arts and Sciences pelas suas pesquisas relativas ao calor[140]. C. Barus foi presidente da American Physical Society em 1905 e 1906[140].